# Линке, Томас
То́мас Ли́нке (нем. Thomas Linke; род. 26 декабря 1969, Зёммерда, Эрфурт) — немецкий футболист, центральный защитник. Серебряный призёр чемпионата мира 2002 в составе сборной Германии по футболу.

## Биография
Томас начал футбольную карьеру в 1977 году, записавшись в местный клуб BSG Robotron Sömmerda. В 1983 году Линке перевёлся в эрфуртский Рот-Вайсс.
Наибольшего расцвета Томас Линке достиг в составе «Шальке-04» и самого титулованного и именитого клуба страны — мюнхенской  «Баварии». Благодаря успешным выступлениям за клуб он на несколько лет стал ключевым защитником и в Бундестим. С 1997 по 2004 года провел 43 матча за национальную сборную Германии, забил один мяч.
Карьеру игрока Линке завершил в возрасте 38 лет так же в составе мюнхенского клуба, но уже в «Баварии II» — фарм-клубе немецкого гранда, выступающем в Региональной лиге.
В 2008 году Линке занимал пост советника спортивного директора ФК «Зальцбург» Хайнца Хоххаузера. В 2011 году сам был назначен спортивным директором недавно образованного клуба «РБ Лейпциг». Позднеe он занимал аналогичный пост в командах  «Ингольштадт 04» и «Ред Булл» (Зальцбург).

## Достижения
Бавария
- Чемпион Германии: 1998/99, 1999/00, 2000/01, 2002/03, 2004/05
- Обладатель Кубка Германии: 1998, 2000, 2003, 2005
- Обладатель Кубка немецкой лиги: 1998, 1999, 2000, 2004
- Победитель Лиги чемпионов: 2000/01

Ред Булл Зальцбург
- Чемпион Австрии: 2006/07